# Nové Sady (district de Žďár nad Sázavou)
Pour les articles homonymes, voir Nové Sady.
Nové Sady (en allemand : Nebstich) est une commune du district de Žďár nad Sázavou, dans la région de Vysočina, en République tchèque. Sa population s'élevait à 249 habitants en 2020.

## Géographie
Březejc se trouve à 2,5 km à l'ouest-nord-ouest du centre de Velká Bíteš, à 45 km au sud-est de Žďár nad Sázavou, à 45 km à l'est-sud-est de Jihlava à 155 km au sud-est de Prague.
La commune est limitée par Velká Bíteš à l'est, au sud à l'ouest et au nord-ouest, et par Březské au nord.

## Histoire
La première mention écrite de la localité date de 1356.

## Transports
Par la route, Řečice se trouve à 3 km de Velká Bíteš, à 39 km de Žďár nad Sázavou, à 51 km de Jihlava et à 171 km de Prague.